# Грунин Воргол (Георгиевский сельсовет)
Грунин Воргол — железнодорожная станция (населённый пункт) в Становлянском районе Липецкой области. Входит в состав Георгиевского сельсовета.

## География
Железнодорожная станция находится на железнодорожной ветке Юго-Восточной железной дороги, на расстоянии 12 км к северу от села Становое, административного центра района. 

### Часовой пояс
Железнодорожная станция Грунин Воргол, как и вся Липецкая область, находится в часовой зоне МСК (московское время). Смещение применяемого времени относительно UTC составляет +3:00.

## Население
| 2010 |
| ---- |
| 39   |

## Улицы
На железнодорожной станции имеется одна улица: Путейная.